# Black Panther (film)
Black Panther is een Amerikaanse superheldenfilm uit 2018, geregisseerd door Ryan Coogler met Chadwick Boseman als het titelpersonage. Het is de eerste film gebaseerd op het Marvel-personage Black Panther en de achttiende film in het Marvel Cinematic Universe.
In de film worden meerdere verwijzingen gemaakt naar de principes van de Afrikaanse Ubuntufilosofie zoals vergeving, naastenliefde en eenheid.

## Verhaal

### Proloog 1
Duizenden jaren geleden stortte er in Afrika een meteoriet neer op aarde, vol met het metaal vibranium. Vijf stammen trokken ten strijde om dit als hun bezit te claimen. Tijdens de oorlog nam één krijger een paars, hartvormig kruid in dat was aangetast door het vibranium. Dit maakte hem de eerste Black Panther. Hij verenigde vier van vijf stammen en vormde het land Wakanda. Alleen de Jabari-stam bleef autonoom. In de eeuwen die volgden, gebruikten de Wakandanen het vibranium om een technologisch extreem gevorderde beschaving op te bouwen, zich intussen voordoend als een derdewereldland om hun geïsoleerde positie in de wereld te behouden.

### Proloog 2
Het is 1992 wanneer koning van Wakanda en huidig Black Panther T'Chaka een bezoek brengt aan zijn broer N'Jobu in de Verenigde Staten. Hij verdenkt hem ervan wapenhandelaar Ulysses Klaue te helpen met het stelen van vibranium uit Wakanda. De man die N'Jobu aanzag voor zijn compagnon, blijkt T'Chaka's undercover vertrouweling Zuri. Hij bevestigt de beschuldiging.

### Verhaal
Nadat T'Chaka in 2016 omkomt bij een bomaanslag in Wenen, maakt zijn zoon - en de nieuwe Black Panther - T'Challa zich op om hem ook als koning op te volgen. De leiders van de vier andere stammen in Wakanda hebben traditiegetrouw het recht om de prins uit te dagen voor een ritueel gevecht om de troonopvolging. Jabari-leider M'Baku maakt hier gebruik van. T'Challa ontdoet zich voor het gevecht van zijn Black Panther-vermogens en verslaat hem. Hij krijgt hem bovendien zover dat hij zich onderwerpt, in plaats van zich te laten doden. Na het gevecht neemt hij het hartvormige kruid weer in en krijgt hij zijn Black Panther-vermogens terug.
Klaue en een kompaan genaamd Erik Stevens stelen intussen een Wakandaans kunstobject dat vibranium bevat uit een museum in Londen. T'Challa, zijn voormalige geliefde Nakia en leidster van het Dora Milaje-regiment Okoye reizen af naar Busan om te voorkomen dat Klaue het object daar verkoopt aan CIA-agent Ricardo K. Ross. T'Challa overmeestert Klaue, waarna hij hem door Ross in hechtenis laat nemen. Stevens voert een verrassingsaanval uit en verdwijnt met Klaue. Ross raakt daarbij levensbedreigend gewond terwijl hij probeert Nakia te beschermen. T'Challa neemt hem daarom mee naar Wakanda, waar zijn zusje Shuri hem met Wakandaanse technologie geneest. Ross wordt hiermee wel deelgenoot van het geheim van Wakanda.
T'Challa praat met Zuri over zijn oom N'Jobu. Zuri vertelt hem dat N'Jobu Wakandaanse technologie wilde verspreiden onder mensen van Afrikaanse afkomst over de hele wereld. Die zouden zo hun onderdrukkers met bruut geweld omver kunnen werpen. Toen T'Chaka N'Jobu wilde arresteren, viel die Zuri aan, waarop T'Chaka N'Jobu doodde. Om het geheim van Wakanda te bewaren, verzwegen ze de moord. In plaats daarvan vertelden ze dat N'Jobu was verdwenen en lieten ze zijn Amerikaanse zoontje achter in de Verenigde Staten. Dat jongetje groeide uit tot black ops-militair Erik 'Killmonger' Stevens.
Stevens vermoordt Klaue en brengt hem naar Wakanda. Daar vertelt hij de stamhoofden wie hij werkelijk is. Hij beroept hij zich op zijn afkomst om te mogen vechten voor de troon. T'Challa ontdoet zich opnieuw van zijn gaven om de rituele strijd als gelijke aan te gaan. Stevens doodt Zuri, verslaat T'Challa en gooit zijn lichaam over de rand van een waterval de diepte in. Als nieuwe koning krijgt hij het hartvormige kruid toegediend dat hem nu Black Panther-vermogens verleent. Meteen daarna beveelt hij om al wat nog over is van het gewas te verbranden. Voor dit gebeurt, steelt Nakia een plantje. Stevens begint vervolgens de voorbereiding voor wereldwijde distributie van Wakandaanse wapens om zijn vaders missie te voltooien, daarbij bijgestaan door stamhoofd W'Kabi en zijn manschappen.
Nakia, Shuri, Ross en T'Challa's moeder Ramonda gaan naar Jabari-leider 'Baku om hem te vragen Stevens te stoppen. Hij weigert, maar onthult dat de Jabari T'Challa hebben gevonden en meegenomen, als dank voor het sparen van M'Baku's leven. Hij verkeert in een coma, maar herstelt volledig nadat Nakia hem het laatste plantje van het hartvormige kruid toedient. Opnieuw in het bezit van de vermogens van Black Panther trekt T'Challa ten strijde tegen de met dezelfde gaven uitgeruste Stevens. Op hetzelfde moment nemen Shuri, Nakia en het Dora Milaje-regiment het op tegen het leger van W'Kabi en haalt Ross met een gevechtsvliegtuig toestellen neer die wapens uit Wakanda proberen te exporteren. Ten slotte sluiten ook M'Baku en de Jabari zich aan bij de strijdkrachten van T'Challa. Wanneer W'Kabi tegenover zijn geliefde Okoye komt te staan, beveelt hij zijn manschappen de wapens neer te leggen. T'Challa brengt Stevens intussen in de vibraniummijn een dodelijke steekwond toe. Stevens slaat T'Challa's aanbod om hem te genezen af. Hij verkiest te sterven als vrij man boven opsluiting.
Opnieuw koning van Wakanda, opent T'Challa een hulpprogramma in het gebouw in Amerika waarin N'Jobu stierf. Nakia en Shuri gaan dit runnen.

## Creditscènes
Tijdens de aftiteling volgen twee extra scènes. In de eerste verschijnt T'Challa voor de Verenigde Naties om hun het ware verhaal achter Wakanda te openbaren. In de tweede blijkt dat Shuri de hersenspoeling waarvoor Bucky Barnes' zich aan het einde van Captain America: Civil War liet invriezen ongedaan heeft gemaakt.

## Rolverdeling
| Acteur                  | Personage                            |
| ----------------------- | ------------------------------------ |
| Chadwick Boseman        | T'Challa / Black Panther             |
| Michael B. Jordan       | N'Jadaka / Erik "Killmonger" Stevens |
| Lupita Nyong'o          | Nakia                                |
| Danai Gurira            | Okoye                                |
| Martin Freeman          | Everett K. Ross                      |
| Daniel Kaluuya          | W'Kabi                               |
| Letitia Wright          | Shuri                                |
| Winston Duke            | M'Baku                               |
| Sterling K. Brown       | N'Jobu                               |
| Angela Bassett          | Ramonda                              |
| Forest Whitaker         | Zuri                                 |
| Andy Serkis             | Ulysses Klaue                        |
| Florence Kasumba        | Ayo                                  |
| John Kani               | T'Chaka                              |
| David S. Lee            | Limbani                              |
| Nabiyah Be              | Linda                                |
| Sydelle Noel            | Xoliswa                              |
| Danny Sapani            | M'Kathu                              |
| Dorothy Steel           | Merchent Tribe Elder                 |
| Connie Chiume           | Zawavari                             |
| Isaach De Bankolé       | River Tribe Elder                    |
| Janeshia Adams-Ginyard  | Nomble                               |
| Zola Williams           | Yama                                 |
| Marija Abney            | Dora Milaje                          |
| Maria Hippolyte         | Dora Milaje                          |
| Marie Mouroum           | Dora Milaje                          |
| Jénel Stevens           | Dora Milaje                          |
| Sope Aluko              | Sope the Shaman                      |
| Travis Love             | M'Bele                               |
| Stan Lee                | Zichzelf                             |
| Atandwa Kani            | Jonge T'Chaka                        |
| Ashton Tyler            | Jonge T'Challa                       |
| Denzel Whitaker         | Jonge Zuri / James                   |
| Shaunette Renée Wilson  | Dora Milaje (1992)                   |
| Christine Hollingsworth | Dora Milaje (1992)                   |
| Seth Carr               | Jonge Erik Stevens                   |
| Seth Carr               | Jonge Killmonger                     |
| Lidya Jewett            | Jonge Nakia                          |
| Trevor Noah             | Al Griot (stem)                      |
| Sebastian Stan          | Bucky Barnes (post-credit scene)     |

## Achtergrond

### Ontwikkeling
Reeds midden 1992 werden er plannen gemaakt voor een film rond Black Panther. Toen lanceerde Wesley Snipes het idee voor de film, en werkte hij verschillende ideeën uit in samenwerking met Marvel-icoon Stan Lee. De volgende tien jaar werd er gestaag verder gewerkt aan het project en bleef Snipes actief als producer en als mogelijke acteur voor de titelrol.
Pas in oktober van 2014, kondigde Kevin Feige de film aan voor het najaar van 2017, met Chadwick Boseman in de titelrol. Begin januari 2016 tekende Ryan Coogler voor de regie van de film.

### Productie
De filmopnamen gingen op 21 januari 2017 van start onder de werktitel Motherland. Opnames vonden onder meer plaats in de Pinewood Studio's in Atlanta en in Busan, Zuid-Korea. De opnames werden afgerond op 19 april 2017.

## Ontvangst

### Critici
Op Rotten Tomatoes behaalt de film een Certified Fresh rating van 97%, gebaseerd op 343 recensies met een gemiddelde van 8,2/10.
Metacritic komt op een score van 88/100, gebaseerd op 53 recensies.

### Publieksreactie
Op CinemaScore, die zijn rating baseert op enquêtes die de site afneemt aan bioscopen en zo garandeert dat de bevraagden de film daadwerkelijk gezien hebben, behaalt de film een A+ rating.

### Box-office
De film opende in zijn thuismarkt, Noord-Amerika, op 16 februari 2018 op 4020 bioscoopschermen. Volgens de eerste voorspellingen van Forbes, die op 25 januari 2018 werden gepubliceerd, ging de film tijdens zijn openingsweekend in Noord-Amerika tussen de 100 miljoen en 120 miljoen dollar ophalen. De film bleek echter de geschatte opbrengsten ver te overschrijden. Volgens de eerste schattingen van Boxofficemojo.com, haalde de film ca. 192 miljoen dollar op in zijn 3-daags openingsweekend in Noord Amerika. Uiteindelijk haalde de film in zijn openingsweekend ca. 202 miljoen dollar op in Noord-Amerika. Hiermee komt de film op de vijfde plaats te staan in het lijstje met grootste openingsweekends ooit en is het slechts de vijfde film ooit die in zijn openingsweekend meer dan 200 miljoen dollar wist op te halen.
In hetzelfde weekend opende de film ook in 48 internationale markten, waaronder Zuid-Korea, Mexico, Brazilië en Australië. In zijn internationale openingsweekend wist de film 169 miljoen dollar op te halen, waarmee de film in totaal ca. 371 miljoen dollar ophaalde in zijn openingsweekend.
Op 22  februari 2018, exact 1 week na zijn openingsdag, haalde de film internationaal al meer dan 500 miljoen dollar op.
Op 26 dagen tijd in de bioscoop, passeerde de film de grens van 1 miljard dollar aan wereldwijde bioscoopopbrengsten.

## Prijzen en nominaties
De belangrijkste:
| Jaar | Prijs                            | Categorie                                                | Genomineerde(n)                                 | Uitslag     |
| ---- | -------------------------------- | -------------------------------------------------------- | ----------------------------------------------- | ----------- |
| 2019 | Golden Globes                    | Beste dramafilm                                          | Beste dramafilm                                 | Genomineerd |
| 2019 | Beste filmmuziek                 | Ludwig Göransson                                         | Genomineerd                                     |             |
| 2019 | Beste filmsong ("All the Stars") | Kendrick Lamar, Al Shux, Sounwave, SZA & Anthony Tiffith | Genomineerd                                     |             |
| 2019 | Critics' Choice Awards           | Beste film                                               | Beste film                                      | Genomineerd |
| 2019 | Critics' Choice Awards           | Beste mannelijke bijrol                                  | Michael B. Jordan                               | Genomineerd |
| 2019 | Critics' Choice Awards           | Beste acteerensemble                                     | Beste acteerensemble                            | Genomineerd |
| 2019 | Critics' Choice Awards           | Beste bewerkte script                                    | Ryan Coogler & Joe Robert Cole                  | Genomineerd |
| 2019 | Critics' Choice Awards           | Beste cinematografie                                     | Rachel Morrison                                 | Genomineerd |
| 2019 | Critics' Choice Awards           | Beste Production Design                                  | Hannah Beachler & Jay Hart                      | Gewonnen    |
| 2019 | Critics' Choice Awards           | Beste Kostuums                                           | Ruth E. Carter                                  | Gewonnen    |
| 2019 | Critics' Choice Awards           | Beste grime en haarstijl                                 | Camille Friend, Joel Harlow & Ken Diaz          | Genomineerd |
| 2019 | Critics' Choice Awards           | Beste visuele effecten                                   | Beste visuele effecten                          | Gewonnen    |
| 2019 | Critics' Choice Awards           | Beste actiefilm                                          | Beste actiefilm                                 | Genomineerd |
| 2019 | Critics' Choice Awards           | Beste filmmuziek                                         | Ludwig Göransson                                | Genomineerd |
| 2019 | Critics' Choice Awards           | Beste filmsong ("All the Stars")                         | Kendrick Lamar & SZA                            | Genomineerd |
| 2019 | BAFTA Awards                     | Beste visuele effecten                                   | Beste visuele effecten                          | Gewonnen    |
| 2019 | Grammy Awards                    | Album of the Year (Black Panther: The Album)             | Album of the Year (Black Panther: The Album)    | Genomineerd |
| 2019 | Grammy Awards                    | Song of the Year ("All the Stars")                       | Kendrick Lamar & SZA                            | Genomineerd |
| 2019 | Grammy Awards                    | Record of the Year ("All the Stars")                     | Kendrick Lamar & SZA                            | Genomineerd |
| 2019 | Grammy Awards                    | Best Rap Performance ("King's Dead")                     | Kendrick Lamar, Jay Rock, Future & James Blake  | Gewonnen    |
| 2019 | Grammy Awards                    | Beste Rap Song ("King's Dead")                           | Kendrick Lamar, Jay Rock, Future & James Blake  | Genomineerd |
| 2019 | Grammy Awards                    | Best Score Soundtrack For Visual Media                   | Ludwig Göransson                                | Gewonnen    |
| 2019 | Grammy Awards                    | Best Song Written For Visual Media ("All the Stars")     | Kendrick Lamar & SZA                            | Genomineerd |
| 2019 | Satellite Awards                 | Beste dramafilm                                          | Beste dramafilm                                 | Genomineerd |
| 2019 | Satellite Awards                 | Beste bewerkte script                                    | Ryan Coogler                                    | Genomineerd |
| 2019 | Satellite Awards                 | Beste filmsong ("All the Stars")                         | Beste filmsong ("All the Stars")                | Genomineerd |
| 2019 | Satellite Awards                 | Beste cinematografie                                     | Rachel Morrison                                 | Genomineerd |
| 2019 | Satellite Awards                 | Beste visuele effecten                                   | Beste visuele effecten                          | Gewonnen    |
| 2019 | Satellite Awards                 | Beste geluidseffecten                                    | Beste geluidseffecten                           | Genomineerd |
| 2019 | Satellite Awards                 | Beste Art Ditection en Production Design                 | Beste Art Ditection en Production Design        | Genomineerd |
| 2019 | Satellite Awards                 | Beste kostuums                                           | Ruth E. Carter                                  | Genomineerd |
| 2019 | Academy Awards                   | Beste film                                               | Beste film                                      | Genomineerd |
| 2019 | Academy Awards                   | Beste filmmuziek                                         | Ludwig Göransson                                | Gewonnen    |
| 2019 | Academy Awards                   | Beste originele nummer ("All the Stars")                 | Kendrick Lamar, Sounwave, SZA & Anthony Tiffith | Genomineerd |
| 2019 | Academy Awards                   | Beste kostuums                                           | Ruth E. Carter                                  | Gewonnen    |
| 2019 | Academy Awards                   | Beste geluidsmontage                                     | Beste geluidsmontage                            | Genomineerd |
| 2019 | Academy Awards                   | Beste geluidsmix                                         | Beste geluidsmix                                | Genomineerd |
| 2019 | Academy Awards                   | Beste productieontwerp                                   | Beste productieontwerp                          | Gewonnen    |